# 策彦周良

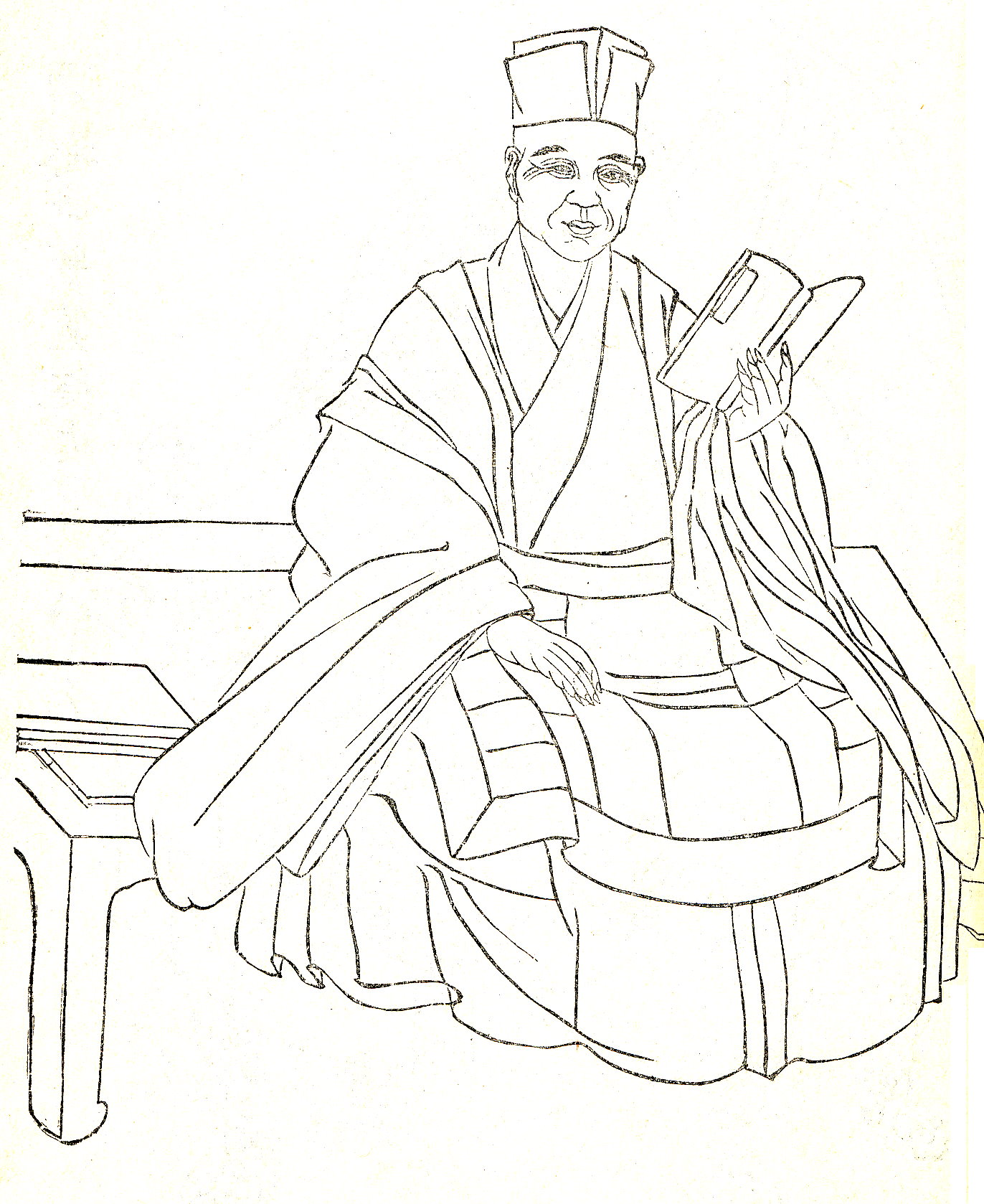
『集古十種』より

策彦周良（さくげんしゅうりょう、文亀元年4月2日（1501年4月19日） - 天正7年6月30日（1579年7月23日））は、戦国時代の臨済宗の禅僧、外交官。号は策彦のほか謙斎、怡斎、怡雲子など。

## 生涯

### 五山の俊英
文亀元年（1501年）、室町幕府管領細川氏の家老井上宗信の三男として丹波に生まれる。永正6年12月24日（1510年2月2日）に、京都北山の鹿苑寺の心翁等安のもと仏門に入る。同8年に起きた船岡山合戦で鹿苑寺から焼け出され、師とともに丹波に逃れる。永正15年（1518年）、18歳に至って天竜寺にて剃髪、具足戒を受け、諱を周良とする。五山文学の影響下、等安から漢籍・詩文の手ほどきを受け、漢文力を磨く。大永2年（1522年）に師の等安が入寂。天竜寺の塔頭妙智院の住職となる。

### 二度の入明
天文6年（1537年）周防国の戦国大名大内義隆の主催により、明に勘合貿易船（遣明船）を派遣を計画した際に、副使に任命される（正使は湖心碩鼎）。寧波の乱以降、日明貿易の主体は大内氏に移っていたが、形式上は室町幕府の正式な使節であった。実際には翌々年の4月19日（1539年5月7日）に3隻に分乗した460名の船団を率い五島列島を出帆する。同5月2日温州府に到着。しばらく同地に滞在し、翌年3月2日北京に入城、朝貢任務を果たす。5月28日（7月2日）に北京を離れて寧波へ向かい、風待ちの後、帰国したのは同10年6月26日（1541年7月19日）であった。
天文16年（1547年）には二度目の渡明を命じられ、今度は正使として4隻630名あまりを率い5月20日（6月7日）に同じく五島の奈留島から出発、途中海賊に襲撃され死者89人を出すも、6月1日に入明。ただし、当時の明側では日本を「十年一貢の国」（十年に1度しか朝貢貿易を許可しない国）としていたため入国を拒否された。翌年3月10日（1548年4月18日）に至ってようやく寧波上陸を許され、4月18日北京入り。再び正使として朝貢任務を果たし、同19年6月9日（1550年7月22日）、大内氏の本拠山口へ3年ぶりに帰着した。翌年、陶隆房（のち晴賢）の下克上により、大内義隆が自害、事実上大内氏が滅亡したため、これが最後の遣明船となった。
二度に渡る遣明船往来の詳細を『策彦入明記』として克明に記録しており、末期の日明貿易を知る上での貴重な史料となっている。

### 著名人との交流と隠棲
弘治2年には駿河へ下向、11月17日（1556年12月18日）には今川義元主催の詩歌会に参加し、同地に滞在中の三条西実枝・山科言継らと同席している。同年から翌年にかけて、武田信玄に招かれて甲斐に赴き、恵林寺住職となって滞在。
正親町天皇からの信頼も篤く、勅命により曲直瀬道三の著『啓迪集』の序文を寄せている。この他にも織田信長をはじめ、五山の碩学として多くの公家・武士らと交流したが、自身はあまり世に出るのを望まず、住職として妙智院で隠棲し、天竜寺の護持に務めた。また、詩文にすぐれ『謙斎詩集』『城西聯句』『漢倭聯句』など、五山文学史に多くの作品を残している。
天正7年（1579年）6月末日に入寂。享年79。